# Monteithiella humeralis
Monteithiella humeralis är en insektsart som först beskrevs av Walker 1868.  Monteithiella humeralis ingår i släktet Monteithiella och familjen bärfisar. Inga underarter finns listade i Catalogue of Life.

## Bildgalleri

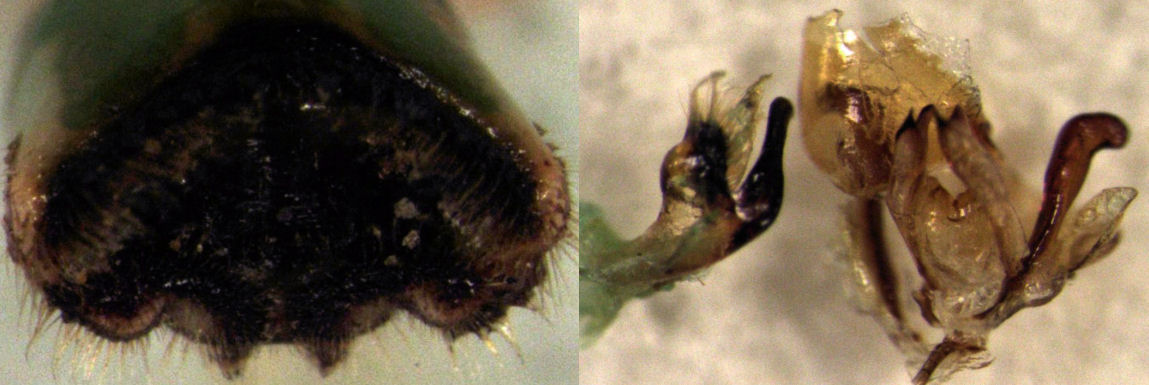
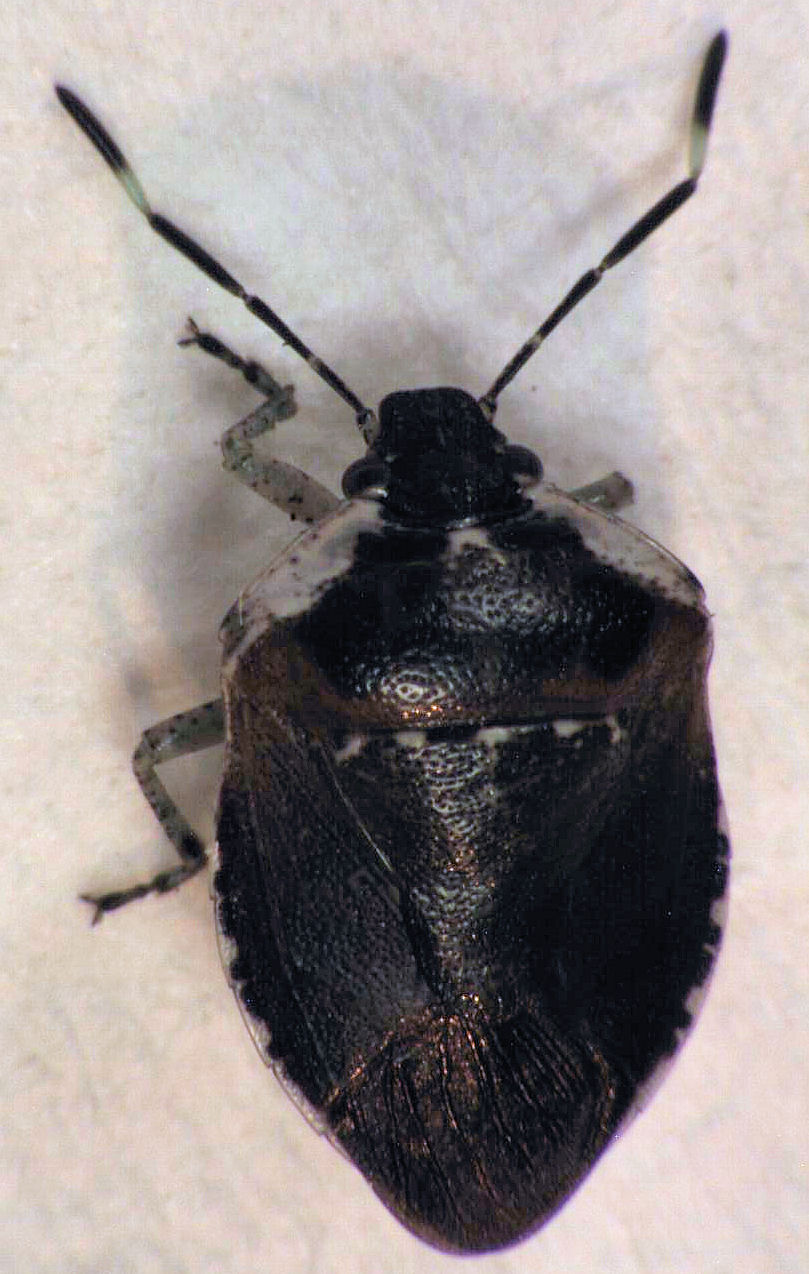